# 索拉勒
索拉勒（法語：Soral）是瑞士日内瓦州的一个镇，位于日内瓦市区以南，与法国交界。索拉勒分为东西两块，之间仅以一条公路相连。
2009年底，索拉勒仅有居民718人，是一个以农业种植为主的小镇。

## 外部連結
- （法文）索拉勒官方网站